# Edward Stanley, 15. jarl af Derby
Edward Henry Stanley, 15. jarl af Derby (21. juli 1826–21. april 1893) var en engelsk politiker. Han var ældste søn af Edward Smith-Stanley, 14. jarl af Derby og bror til Frederick Stanley, 16. jarl af Derby. 
Stanley blev uddannet i Rugby Skole og ved Cambridge Universitet og kastede sig særlig over statsvidenskabelige studier. I 1848 foretog han en længere rejse i Nordamerika og Vestindien og blev under sin fraværelse valgt til Underhuset, hvor han lige indtil 1869 som Lord Stanley sad for samme valgkreds. Han optrådte første gang 1850 med en tale for sukkertolden, gjorde derefter en rejse til Indien og blev maj-december 1852 understatssekretær for de udenlandske anliggender under sin fars ministerium. Han var dog langtfra udpræget konservativ og fik derfor 1855 tilbud af Palmerston om en ministerpost, men ville ikke skille sig fra sit parti. Derimod blev han febr 1858 minister for kolonierne og juni samme år for Indien og gennemførte nu en fuldstændig omdannelse af dettes overordnede styrelse, hvad han allerede 1853 havde tilrådet, men afgik juni 1859 med de andre konservative ministre. Juni 1866 havde han vigtig del i at fremkalde det liberale ministeriums fald ved et ændringsforslag til dets valgreform, og han blev derefter udenrigsminister indtil december 1868. Han hyldede åbent læren om Englands ubetingede tilbageholdenhed i fastlandets anliggender; førte maj 1867 forsædet på Londonkonferencen om storhertugdømmet Luxembourgs neutralisering og sluttede 1868 en foreløbig aftale med Nordamerikas sendemand om Alabamasagens Løsning. Året efter arvede han peersværdigheden og ægtede 1870 markisen af Salisburys enke, stifmoder til den senere førsteminister. Han afslog tilbuddet om at være det konservative partis leder, rimeligvis fordi han ikke fuldt ud delte dets grundsætninger, men overtog dog i februar 1874 igen udenrigsministeriet under Disraelis regering. Under forviklingerne i Tyrkiet stræbte han ivrig efter en fredelig løsning og ønskede at hindre indblanding fra europæiske magter; men da dette ikke lykkedes, ville han i det mindste undgå, at kampen fik videre omfang, og trak sig marts 1878 tilbage, fordi han misbilligede Disraelis (den senere Jarl Beaconsfields) krigerske optræden over for Rusland. Efter det konservative partis nederlag ved valgene 1880 udtalte han aabent sin tilslutning til modpartiet og blev december 1882 minister for kolonierne; men da Gladstone bestemte sig til at indrømme Irland selvstyre, tog Derby afsked juni 1885 og hørte i sine sidste år til de liberale unionister. Han viste særlig interesse for de sociale spørgsmål (var 1892 formand for den store arbejderkommission) og var ivrig for at fremme fagskoler og folkebogsamlinger, samt siden 1891 kansler for Universitetet i London. Han havde tidligere været rektor for universiteterne i Glasgow (1868-71) og Edinburgh (1875-80). Derimod fornægtede han sin slægts kærlighed til sport.